# الجائزة الكبرى (أنمي)
الجائزة الكبرى ، مسلسل رسوم متحركة ياباني شهير من إنتاج عام 1977م. يروي قصة بطل في رياضة سباقات السيارات المختلفة، يدعى (تاكايا تودوروكي)، يتكون من 44 حلقة.
القصة:
تدور القصة حول شاب يدعى «تاكايا تودوروكي» يحلم بأن يصبح متسابقًا في الفورمولا 01. واضع كل طاقته في الفوز بسباق للمبتدئين في السيارات العادية.
يتسبب حادث إنزلاق بالنفط فقدانه التركيز أثناء القيادة عندما كان في مقدمة أحد السباقات خسارة الثقة بنفسه، ويقسم على عن السباق. ثم ظهر شخص غريب مقنع بجانب سريره في المستشفى قدم نفسه على أنه السائق العالمي الشهير «نيك» ( نيكي لاودا بلغات أخرى). يشجعه على التخلص من الغبار ومحاولة قيادة نموذج أولي جديد. لم يمض وقت طويل حتى أصبح عضوًا في فريق "Katori Motors"، على أمل أن يصبح بطلًا عالميًا للفورمولا 01، يقود سيارة "Todoroki special"، وهي سيارة صنعت وفقًا لتصميمه الخاص.

## أنظر
- قائمة بأسماء مسلسلات الكرتون العربية

## روابط خارجية
- الجائزة الكبرى على موقع IMDb (الإنجليزية)
- الجائزة الكبرى على موقع فيلمافينيتي (الإسبانية)
- الجائزة الكبرى على موقع ليتربوكسد (الإنجليزية)
- الجائزة الكبرى على موقع كينوبويسك (الروسية)
- الجائزة الكبرى على موقع قاعدة بيانات الفيلم (الإنجليزية)
- الجائزة الكبرى على موقع ANN anime (الإنجليزية)